# هایک آساطریان
هایک آساطریان (ارمنی: Հայկ Ասատրյան؛ ۵ فوریهٔ ۱۹۰۰ – ۱۳ ژانویهٔ ۱۹۵۶) نظریه‌پرداز سیاسی اهل ارمنستان بود. وی مؤلف چندین کتاب و مقاله دربارهٔ تاریخ ارمنستان بوده است.

## زندگی‌نامه
وی در ۵ فوریهٔ ۱۹۰۰ در الشکیرت به دنیا آمد. در سال‌های تحصیل به عضویت فدراسیون انقلابی ارمنی درآمد و از سال ۱۹۱۸ تا ۱۹۱۹ روزنامه شانت در ایروان به منتشر کرد. وی از دانشگاه چارلز پراگ فارغ‌التحصیل شد. در سال ۱۹۴۴ توسط سربازان اتحاد شوروی در بلغارستان دستگیر شد. وی در ۱۳ ژانویهٔ ۱۹۵۶ در ۵۵ سالگی در صوفیه درگذشت.